# County Fingal
County Fingal (Irsk: Contae Fhine Gall) er et sub-county inden for County Dublin i Republikken Irland, hvor det ligger i provinsen Leinster.
County Fingal omfatter et areal på 448 km² med en samlet befolkning på 239.813 (2006).
Det administrative county-center ligger i byen Swords.